# Хорошилов, Иван Иванович
Иван Иванович Хорошилов — советский хозяйственный, государственный и политический деятель.

## Биография
Родился в 1907 году на хуторе Кудинов. Член КПСС с 1938 года.
С 1926 года — на хозяйственной, общественной и политической работе. В 1926—1987 гг. — старший специалист, заведующий отделом Артёмовской опытной станции, заместитель директора зерносовхоза в Ростовской области, директор Северо-Донецкой опытной станции, главный агроном, начальник Ростовского областного земельного отдела, начальник Главного управления Министерства сельского хозяйства СССР, советник посольства СССР в Румынии и Канаде, работник аппарата ЦК КПСС, начальник Главного управления Министерства сельского хозяйства СССР.
За систему мероприятий по защите почв от ветровой эрозии в Северном Казахстане и в степных районах Западной Сибири был в составе коллектива удостоен Ленинской премии 1972 года.
Умер после 1987 года.